# Матч СССР — США по боксу 1983
Матч СССР — США по боксу 1983 года прошёл 26 февраля в Лас-Вегасе во дворце спорта «Сизарс-пэлас».

## Официальный матч
Первоначально было объявлено, что счёт матча был равным — 6:6. Затем счёт был пересмотрен в пользу американской команды — 7:5. Однако впоследствии счёт снова был объявлен ничейным. Тренер советской сборной Артём Лавров на пресс-конференции отметил, что, несмотря на резкую смену часовых поясов и трудный перелёт, команда показала хорошие бойцовские качества. Хорошо зарекомендовал себя новобранец команды Каримжан Абдрахманов, для которого участие в этом матче стало первым международным опытом. В своём поединке он оказался сильнее Хосе Росарио.
| Весовая категория | Победитель           | Соперник            | Результат                    |
| ----------------- | -------------------- | ------------------- | ---------------------------- |
| до 48 кг          | Каримжан Абдрахманов | Хосе Росарио        |                              |
| до 51 кг          | Юрий Александров     | Майкл Коллинз       |                              |
| до 54 кг          | Луп Гутиерес         | Виктор Мирошниченко |                              |
| до 57 кг          | Бернард Грэй         | Серик Нурказов      |                              |
| до 60 кг          | Пернелл Уитакер      | Виктор Демьяненко   |                              |
| до 63,5 кг        | Джерри Пейдж         | Василий Шишов       |                              |
| до 67 кг          | Серик Конакбаев      | Льюис Ховард        |                              |
| до 71 кг          | Фрэнк Тэйт           | Александр Кошкин    |                              |
| до 75 кг          | Майкл Гроган         | Асылбек Килимов     |                              |
| до 81 кг          | Уомак, Рикки         | Виталий Качановский | явное преимущество (1 раунд) |
| до 91 кг          | Виктор Моршнев       | Ричард Джонсон      | нокаут (2 раунд)             |
| свыше 91 кг       | Александр Ягубкин    | Уоррен Томпсон      |                              |

## Первый неофициальный матч
1 марта в Индианаполисе (штат Индиана) состоялся первый неофициальный матч сборных. Не состоялись поединки в категориях до 51 и 67 кг. Победу одержали советские боксёры со счётом 6:4.
| Весовая категория | Победитель        | Соперник          | Результат |
| ----------------- | ----------------- | ----------------- | --------- |
| до 48 кг          | Шамиль Сабиров    | Рики Ромеро       |           |
| до 54 кг          | Жуматай Тусупов   | Фрэд Перкинс      |           |
| до 57 кг          | Серик Нурказов    | Виктор Левин      |           |
| до 60 кг          | Энтони Хаскинс    | Владимир Степанов |           |
| до 63,5 кг        | Василий Шишов     | Генри Хьюз        |           |
| до 71 кг          | Рон Эссет         | Исраел Акопкохян  |           |
| до 75 кг          | Курт Холл         | Александр Кошкин  |           |
| до 81 кг          | Вирджил Хилл      | Сергей Василенко  |           |
| до 91 кг          | Виктор Моршнев    | Элмер Мартин      |           |
| свыше 91 кг       | Александр Ягубкин | Генри Тиллман     |           |

## Второй неофициальный матч
8 марта в городе Сиракьюс (штат Нью-Йорк) состоялся второй неофициальный матч серии. Матч окончился со счётом 8:4 в пользу советской команды.
| Весовая категория | Победитель          | Соперник            | Результат                    |
| ----------------- | ------------------- | ------------------- | ---------------------------- |
| до 48 кг          | Пол Гонсалес        | Шамиль Сабиров      |                              |
| до 48 кг          | Аббай Абдрахманов   | Вернон МакГрифф     |                              |
| до 51 кг          | Юрий Александров    | Майкл Хэттер        |                              |
| до 54 кг          | Роберт Шэннон       | Виктор Мирошниченко |                              |
| до 54 кг          | Дэррил Ловинг       | Жуматай Тусупов     |                              |
| до 57 кг          | Серик Нурказов      | Джо Ловинг          |                              |
| до 60 кг          | Виктор Демьяненко   | Винни Пациенца      |                              |
| до 60 кг          | Владимир Степанов   | Кёрли Сандерс       |                              |
| до 63,5 кг        | Василий Шишов       | Кларенс Дэрби       |                              |
| до 75 кг          | Ларри Кинг          | Асылбек Килимов     |                              |
| до 81 кг          | Виталий Качановский | Родни Браун         | явное преимущество (2 раунд) |
| до 91 кг          | Виктор Моршнев      | Дуэйн Холл          |                              |